# Saint-Nicolas-de-Bourgueil
Saint-Nicolas-de-Bourgueil is een gemeente in het Franse departement Indre-et-Loire (regio Centre-Val de Loire). De plaats maakt deel uit van het arrondissement Chinon. Saint-Nicolas-de-Bourgueil telde op 1 januari 2022 1.118 inwoners.

## Geografie
De oppervlakte van Saint-Nicolas-de-Bourgueil bedroeg op 1 januari 2022 36,45 vierkante kilometer; de bevolkingsdichtheid was toen 30,7 inwoners per km².

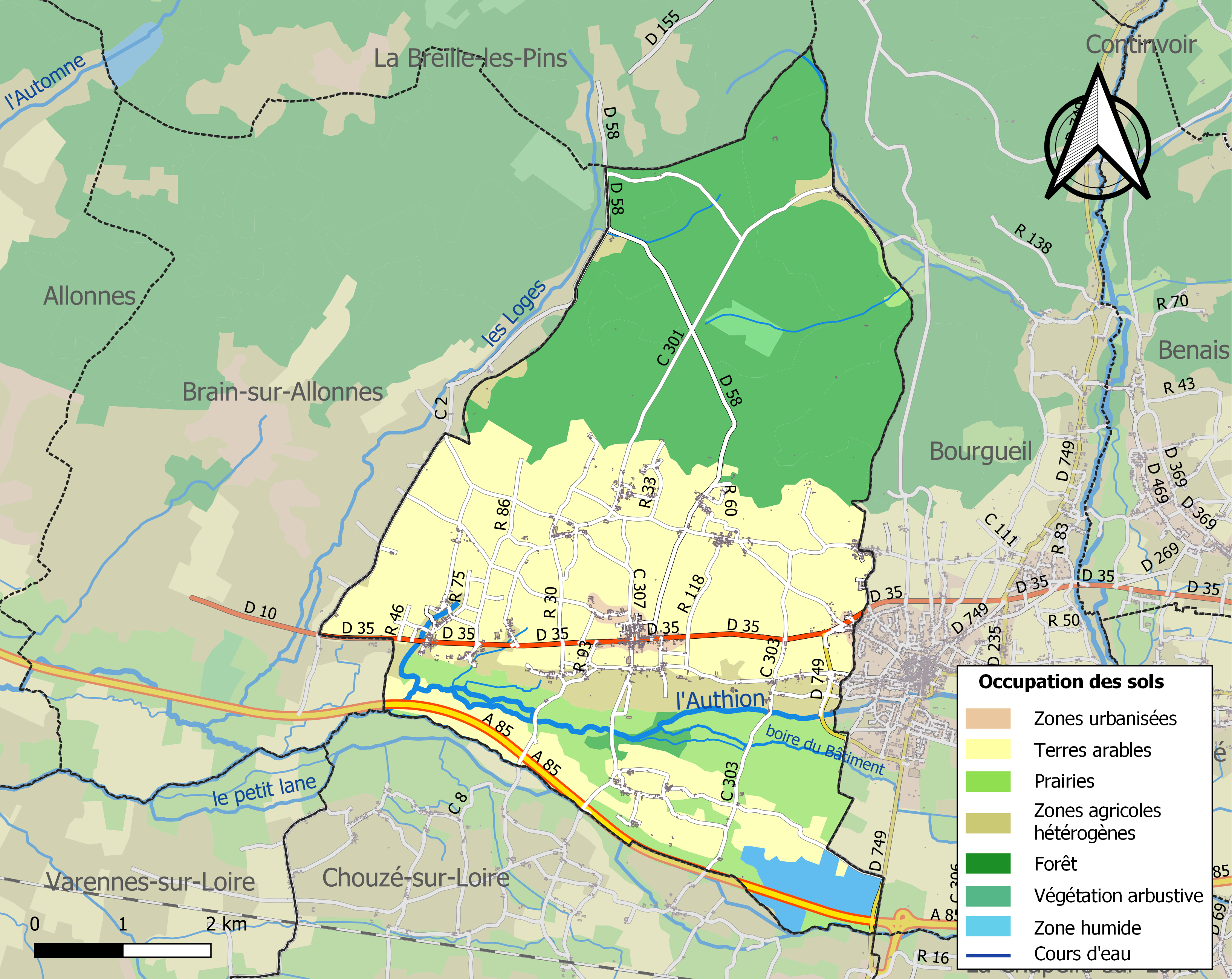
Kaart van de gemeente met de belangrijkste infrastructuur, bodemgebruik en omliggende gemeenten

## Demografie
Onderstaande figuur toont het verloop van het inwonertal (bron: INSEE-tellingen).